# برایان مارتین (بازیکن فوتبال، زاده ۱۹۶۳)
برایان مارتین (انگلیسی: Brian Martin؛ زادهٔ ۲۴ فوریهٔ ۱۹۶۳) بازیکن فوتبال اهل بریتانیا است.
از باشگاه‌هایی که در آن بازی کرده است می‌توان به باشگاه فوتبال پاتریک تیسل، باشگاه فوتبال همیلتون آکادمیکال، باشگاه فوتبال سنت میرن، باشگاه فوتبال فالکیرک، و باشگاه فوتبال مادرول اشاره کرد.
وی همچنین در تیم‌ ملی فوتبال اسکاتلند بازی کرده است.